# テレビ朝日系列夕方ニュース枠
テレビ朝日系列夕方ニュース枠（テレビあさひけいれつゆうがたニュースわく）は、テレビ朝日をはじめとするANN系列で、毎日夕方に放送されている報道番組の一覧のことである。
放送期間・放送時間は同局（制作局、関東地区）のもの。

## 各番組の歴史
1959年の日本教育テレビ（NET）開局と共に朝日新聞制作の『NETニュース』として開始。1970年にANNが発足するとタイトルを『ANNニュース』に変更する。
1975年4月改編でTBS - 朝日放送（ABC）とNET - 毎日放送（MBS）のいわゆる腸捻転ネットが解消され、ABCが近畿地方のANN系列局になる。これに伴い朝・昼・夕方・夜の定時ニュースに専用タイトルを付けることとなり、夕方はそれまで首都圏ローカルニュースのタイトルに使用してきた『ニュースレーダー』の名を転用することとなる。
1983年4月の藤子不二雄劇場（アニメ）『パーマン』開始を機に、『ニュースレーダー』は放送時間が5分繰り上がる。1985年10月にはテレビ朝日の生番組制作機能はアークヒルズへ移転し、1986年10月改編では全国ニュースの放送時間が18時に繰り上がる。
1987年10月改編で、NHK総合テレビ『7時のニュース』の終了時刻19:20を狙って開始する報道番組『ニュースシャトル』が開始され、全国ニュースごと19時台に移動する。18時台はテレビ朝日と静岡けんみんテレビ（現：静岡朝日テレビ）のみ子供番組『パオパオチャンネル』を、他の系列局は『ニュースシャトル』とは独立したローカルニュースを編成していた。しかし視聴率不振に加え、プロ野球中継等特番編成時のネックとなり1989年4月には18時開始の全国・ローカル複合型編成に戻される。その後も『600ステーション』『ステーションEYE』とタイトルやキャスターなどを変えつつ、試行錯誤を繰り返す。
1997年4月改編で、地方局の夕方ワイド番組を意識した17時開始の2時間番組『スーパーJチャンネル』を開始する。当初は石田純一や田代まさし、長嶋一茂らを起用し若年層を取り込もうとするも失敗。翌年キャスターを小宮悦子に替えて硬派路線に転換する。また、系列局の夕方ワイド番組編成にも配慮し、17時台にいくつかの飛び乗り・飛び降りポイントを設けている。この番組より当時の『ニュースステーション』同様ステレオ放送となる。
2011年になると15・16時台に放送されているドラマ再放送枠（主に『相棒』など）の好調に後押しされ、同時間帯視聴率において年間首位を獲得する。他系列が相次いで16時台よりニュース番組を編成することから、2015年4月から2017年3月まで『スーパーJチャンネル』も金曜日のみ15時50分開始に変更した。
『スーパーJチャンネル』は2006年4月から関東地方では最も長く続いている夕方の報道番組となった。また、2009年10月には『ANNニュースレーダー』を抜いてANN夕方の全国ニュース番組でも歴代最長寿となった。

### 土日版
1970年代まで土曜日は平日の『ニュースレーダー』と同様の構成であり、日曜日は『朝日新聞テレビ夕刊』という別タイトルで放送されていた。しかし1976年4月より土曜版『ニュースレーダー』キャスターの吉岡晋也が『テレビ夕刊』のキャスターも担当し、事実上ほぼ一体化するようになる。1979年に日曜版も『ニュースレーダー』にタイトルが統一されるが、1982年より放送時間が10分に縮小される。
『ニュースシャトル』の始まる1987年10月改編から番組フォーマットが平日と分離され『ANNニュース＆スポーツ』となり、1989年10月改編では土曜日のみ1時間の大型報道番組『鳥越&畑ザ・スクープ』となる。1990年10月改編で『ザ・スクープ』が特集に特化した番組にリニューアルするとともにニュースを再分離。『600ステーション』の土日版として『530ステーション』に改められる。平日版は1991年に『ステーションEYE』に改称するが、土日版の名称変更は2年後の1993年4月となる。同様に1997年4月改編で平日に開始した『ANNスーパーJチャンネル』も、土日版は半年後の同年10月に名称変更している。
2006年4月改編からは平日昼のANNニュースのようにバーチャルセットを駆使した番組に生まれ変わり、2011年より不定期に1時間拡大編成を組むことがある。
土曜日
2000年4月改編で、土曜深夜（日曜未明）から枠移動する形で『ザ・スクープ』が夕方（17:30 - 18:23）に再び編成される。このとき土曜夕方のストレートニュースは『ANNスーパーJチャンネル』のまま番組内コーナーとして内包されていた。2000年10月改編で『スクープ21』として日曜19時台に枠移動したことで、従来の『ANNスーパーJチャンネル』に戻る。
2016年4月改編で土曜版『スーパーJチャンネル』は一部地域を除き16:30からの1時間半に拡大するが、2019年10月改編でそれまで金曜19時台で放送していた『ドラえもん』『クレヨンしんちゃん』の枠移動に伴い、再度17:30開始の30分枠に縮小する。
日曜日
2015年4月改編より長らく報道路線だった日曜午前枠がトークバラエティ『美女たちの日曜日』に転換することから、『報道ステーション SUNDAY』が枠移動し日曜夕方の報道番組として再出発する。この日曜夕方版『報道ステーション SUNDAY』は2017年4月改編で日曜21時台にて『サンデーステーション』開始に伴い一度終了するが、2018年4月改編で『サンデーステーション』が日曜夕方に枠移動し、改編前の『報道ステーション SUNDAY』同様の編成に回帰する。この間の1年間、日曜夕方では30分枠の『ANNスーパーJチャンネル』を放送していた。2020年10月改編で『サンデーステーション』が2年半ぶりに日曜21時台での放送となる関係で、再度日曜版の『ANNスーパーJチャンネル』が編成されることになる。

### 年末年始
1987年までは通常編成同様の『ANNニュースレーダー』が放送されていた。その後平日版が『ニュースシャトル』に改編されると共に、年末年始版は『ANNニュース』のタイトルで17:45 - 18:00の15分枠に縮小する。この形態は1998年新春まで続く。1998年末より原則的に30分枠の『ANNスーパーJチャンネル』となり、バーチャルセットの不使用を除き土日版を踏襲した構成になっている。

## 主な番組
テレビ朝日が日本教育テレビ（NET）だった時の番組も含む。

### 平日
- NETニュース（1959年2月 - 1969年12月）
- ANNニュース（1970年1月 - 1975年3月28日）
- ANNニュースレーダー（1975年3月31日 - 1987年10月16日） - 1972年10月2日から関東ローカルの番組として放送。
- ニュースシャトル ANN（1987年10月19日 - 1989年9月29日）
- 600ステーション ANN（1989年10月2日 - 1991年3月29日）
- ステーションEYE ANN（1991年4月1日 - 1997年3月28日）
- スーパーJチャンネル（1997年3月31日 - ）

### 土曜日
- NETニュース（1959年2月 - 1969年12月）
- ANNニュース（1970年1月 - 1975年3月29日）
- ANNニュースレーダー（1975年4月5日 - 1987年9月26日）
- ニュース&スポーツ ANN（1987年10月3日 - 1989年9月30日）
- 鳥越&畑 ザ・スクープ（1989年10月7日 - 1990年9月29日） - 夕方ニュース枠を分離して継続。
- ANN 530ステーション（1990年10月6日 - 1993年3月27日）
- ステーションEYE（1993年4月3日 - 1997年9月27日）
- ANNスーパーJチャンネル（土曜版、1997年10月4日 - ） - 2000年4月1日から同年9月30日までは『検証ドキュメンタリー ザ・スクープ』に内包。放送開始から2015年度、2019年10月からは「ANNスーパーJチャンネル」という番組名で放送している。

### 日曜日
- NETニュース（1959年2月 - 1965年4月）
- 朝日新聞テレビ夕刊（1965年5月 - 1979年3月）
- ANNニュースレーダー（1979年4月 - 1987年9月27日）
- ANNニュース&スポーツ（1987年10月4日 - 1990年9月30日）
- ANN 530ステーション（1990年10月7日 - 1993年3月28日）
- ステーションEYE（1993年4月4日 - 1997年9月28日）
- ANNスーパーJチャンネル（第1期、1997年10月5日 - 2015年3月29日）
- 報道ステーション SUNDAY（2015年4月5日 - 2017年4月2日）

2011年10月2日から2015年3月29日までは昼前に放送。
- ANNスーパーJチャンネル（第2期、2017年4月9日 - 2018年3月25日）
- サンデーステーション（2018年4月1日 - 2020年9月27日）

2017年4月23日から2018年3月25日まではゴールデンタイム・プライムタイムの放送。
2020年10月18日からはゴールデンタイム・プライムタイムの放送。
- ANNスーパーJチャンネル（第3期、2020年10月4日 - ）

### 番組の移り変わり
| 期間       | 期間       | 平日                 | 土曜日                        | 日曜日                  |
| ---------- | ---------- | -------------------- | ----------------------------- | ----------------------- |
| 1959.2     | 1965.4     | NETニュース          | NETニュース                   | NETニュース             |
| 1965.5     | 1969.12    | NETニュース          | NETニュース                   | 朝日新聞テレビ夕刊      |
| 1970.1     | 1975.3.30  | ANNニュース          | ANNニュース                   | 朝日新聞テレビ夕刊      |
| 1975.3.31  | 1979.3     | ANNニュースレーダー  | ANNニュースレーダー           | 朝日新聞テレビ夕刊      |
| 1979.4     | 1987.9.27  | ANNニュースレーダー  | ANNニュースレーダー           | ANNニュースレーダー     |
| 1987.9.28  | 1987.10.18 | ANNニュースレーダー  | ニュース&スポーツ ANN         | ニュース&スポーツ ANN   |
| 1987.10.19 | 1989.10.1  | ニュースシャトル ANN | ニュース&スポーツ ANN         | ニュース&スポーツ ANN   |
| 1989.10.2  | 1990.9.30  | 600ステーション ANN  | 鳥越&畑 ザ・スクープ          | ANNニュース&スポーツ    |
| 1990.10.1  | 1991.3.31  | 600ステーション ANN  | ANN 530ステーション           | ANN 530ステーション     |
| 1991.4.1   | 1993.3.28  | ステーションEYE      | ANN 530ステーション           | ANN 530ステーション     |
| 1993.3.29  | 1997.3.30  | ステーションEYE      | ステーションEYE               | ステーションEYE         |
| 1997.3.31  | 1997.9.28  | スーパーJチャンネル  | ステーションEYE               | ステーションEYE         |
| 1997.9.29  | 2015.3.29  | スーパーJチャンネル  | ANNスーパーJチャンネル        | ANNスーパーJチャンネル  |
| 2015.3.30  | 2016.4.3   | スーパーJチャンネル  | ANNスーパーJチャンネル        | 報道ステーション SUNDAY |
| 2016.4.4   | 2017.4.2   | スーパーJチャンネル  | スーパーJチャンネル（土曜版） | 報道ステーション SUNDAY |
| 2017.4.3   | 2018.3.31  | スーパーJチャンネル  | スーパーJチャンネル（土曜版） | ANNスーパーJチャンネル  |
| 2018.4.1   | 2019.9.29  | スーパーJチャンネル  | スーパーJチャンネル（土曜版） | サンデーステーション    |
| 2019.9.30  | 2020.9.27  | スーパーJチャンネル  | ANNスーパーJチャンネル        | サンデーステーション    |
| 2020.9.28  | 現在       | スーパーJチャンネル  | ANNスーパーJチャンネル        | ANNスーパーJチャンネル  |

## 備考
- 長野県では、長野朝日放送開局まではテレビ信州でこの放送枠をネットしていた。
- 福井県では、福井放送が朝日新聞との関係が深いため（クロスネット局化前から）、1991年3月まで日曜日のみこの放送枠をネットしていた。つまり、その時期までは、『NNN日曜夕刊』とセットで全国のニュースをネットしていたことになる。
- 中京圏ではANN発足当初から夕方のニュースは名古屋テレビ放送で放送されている。ANN発足時から1973年3月は中京テレビ放送との共同加盟（NNSにも共同加盟しているが、ニュースネットのNNNについてはNBNのみだった）であり、昼と夕方以外のANNニュースはCTVで放送されていた。但し、日曜夕方の「朝日新聞テレビ夕刊」についてはNBNに一本化されるまでは放送がなく、この間はNBNは自社製作、およびクロスネット相手・NNNの「NNN日曜夕刊」、CTVは「東京12チャンネルニュース」改題の「中京テレビニュース」で夕方のニュースを補完した。なおNBNは昼の時間帯にもANNニュース（開局当初は「朝日新聞ニュース=朝日新聞社制作・NETニュース改題」）を放送していたが、NNNの昼のニュースも一緒に放送していた。